# ロジャー・ヤンソン
ロジャー・ヤンソン（スウェーデン語: Roger Jansson、1943年8月9日 - ）は、オーランド諸島の政治家、オーランドの穏健派所属、オーランド諸島自治政府第9代首相
2003年から2007年にかけては、オーランド連合所属としてフィンランドの議会議員を務めた。